# Lisa Ersel
Lisa Ersel (ur. 26 lipca 1999) – niemiecka zapaśniczka startująca w stylu wolnym. Zajęła jedenaste miejsce na mistrzostwach świata w 2021. 
Piąta na mistrzostwach Europy w 2022. Trzecia w indywidualnym Pucharze Świata w 2020. 
Trzecia na ME U-23 w 2022. Wicemistrzyni Europy juniorów w 2017. Trzecia na MŚ kadetów w 2015. Mistrzyni Europy kadetów w 2015 i druga w 2016 roku.
Mistrzyni Niemiec w 2019 i 2022; druga w 2018 roku.